# Rete tranviaria di Tomsk
La rete tranviaria di Tomsk è la rete tranviaria che serve la città russa di Tomsk.